# Saint-Aignan-de-Couptrain

Saint-Aignan-de-Couptrain este o comună în departamentul Mayenne, Franța. În 2009 avea o populație de 390 de locuitori.